# Febre de l'or de Califòrnia

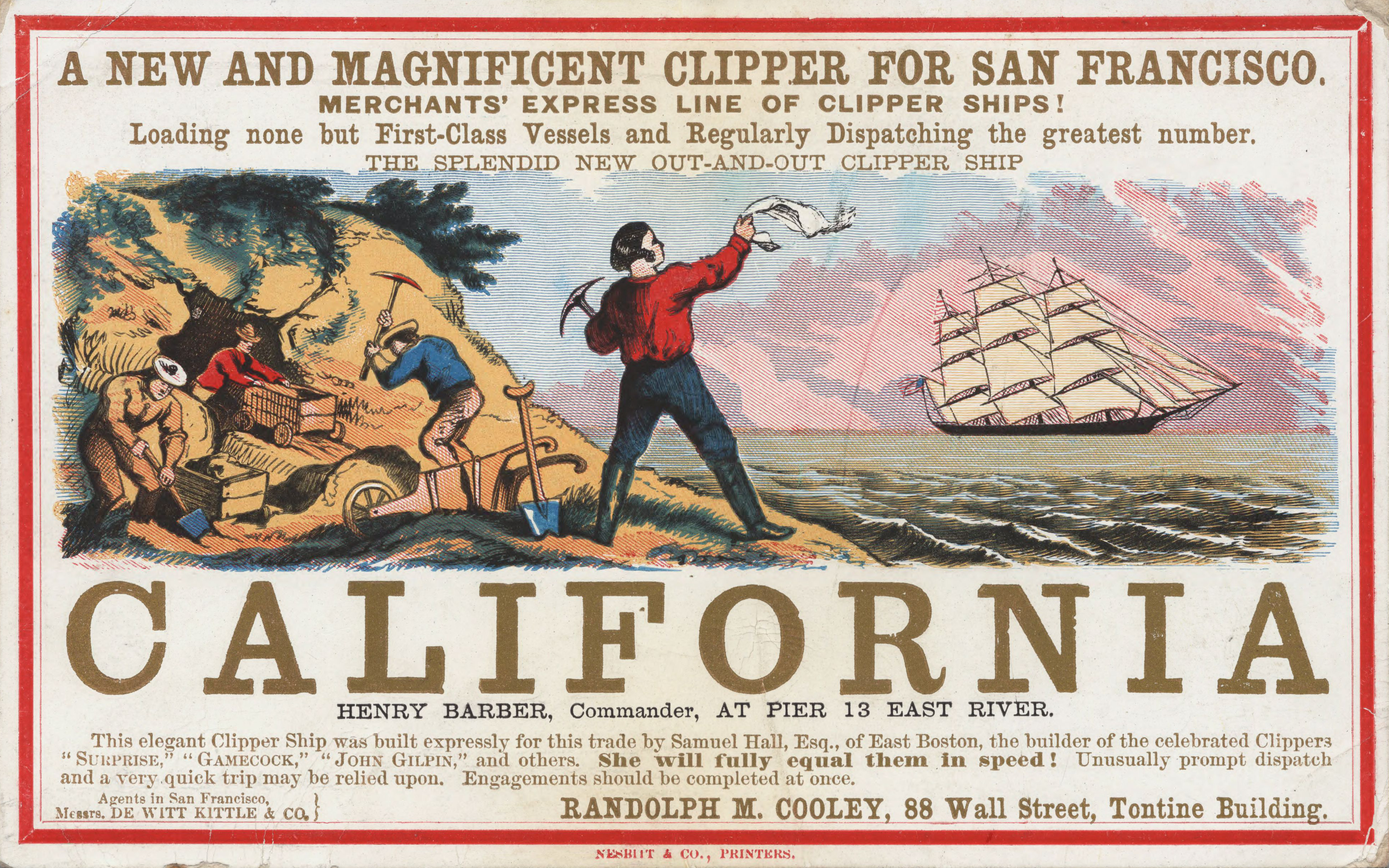
Anunci de viatges cap a San Francisco.

La febre de l'or de Califòrnia va ser un fenomen social ocorregut al Far West, als Estats Units, entre 1848 i 1855; caracteritzat per la gran quantitat d'immigrants que van arribar a la rodalia de San Francisco (Califòrnia) a la recerca d'aquest metall. Aquest fenomen va començar prop del poble de Coloma, quan es va descobrir or al paratge de Sutter's Mill. Quan la notícia del descobriment es va escampar, al voltant de tres-centes mil persones van emigrar a Califòrnia des de la resta dels Estats Units i d'altres països.
Els primers cercadors d'or, anomenats Forty-niners, van viatjar a Califòrnia en vaixell per la ruta del cap d'Hornos o en caravanes travessant el continent, afrontant un viatge molt dur la major part de les vegades. La majoria dels immigrants eren nord-americans, però la febre de l'or també va atreure desenes de milers de persones des d'Iberoamèrica, Europa, Austràlia i Àsia. Al començament els cercadors d'or recollien l'or als rierols i llits dels rius usant tècniques simples com el garbellat, però més tard van desenvolupar mètodes més sofisticats per a l'extracció de l'or, que van ser adoptats a tot el món. Alguns d'aquests cercadors de fortuna es van fer milionaris, però no fou el cas de la majoria.
Els efectes d'aquesta migració sobtada van ser espectaculars. Abans de la «febre de l'or», San Francisco era un llogaret diminut, i amb la febre el llogaret passà a ser una ciutat. Es van construir escoles, camins i esglésies, i es van fundar altres pobles. Es va crear un sistema legal i de govern, la qual cosa va portar a l'admissió de Califòrnia com estat de la Unió el 1850. Els nous mitjans de transport, com el vaixell de vapor, van entrar en servei a l'estat, i es van construir línies de ferrocarril. També es va iniciar el negoci de l'agricultura, el segon sector de major creixement a Califòrnia.
La febre de l'or també va tenir efectes negatius: els aborígens de la regió van ser atacats i expulsats de les seves terres tradicionals. Important va ser també l'impacte ambiental que la mineria va produir.

## Inicis i generalitats

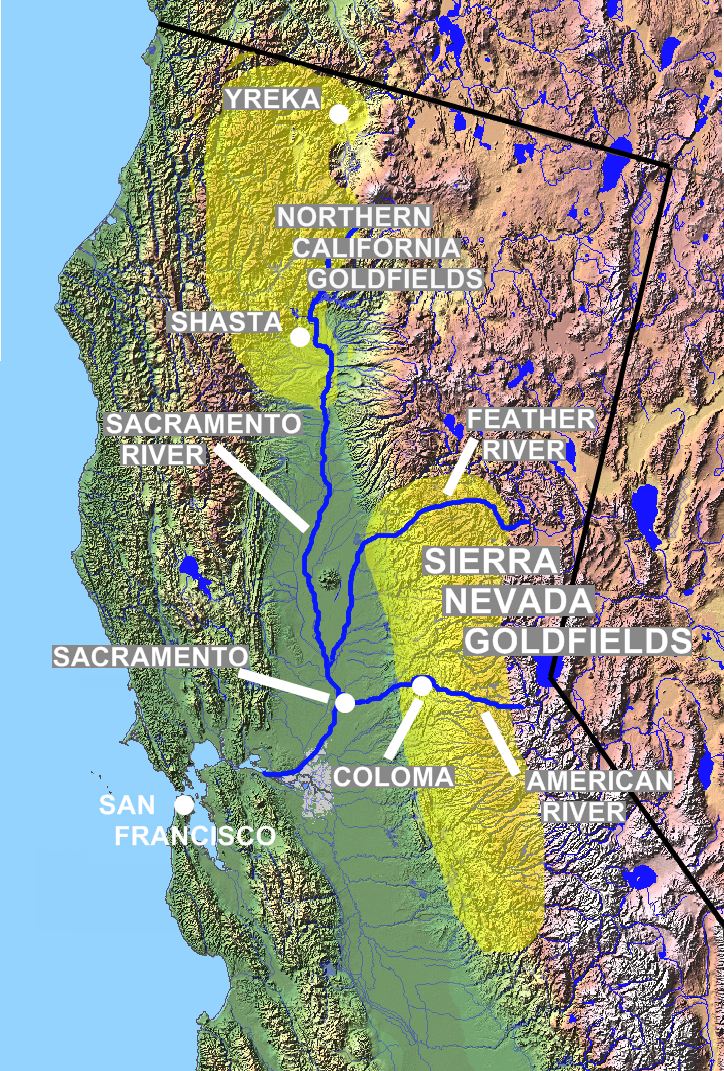
Zones d'extracció a Sierra Nevada i al nord de l'estat de Califòrnia.

El 24 de gener de 1848 a Sutter's Mill, el ranxo del general John Sutter, a Coloma, a la rodalia del riu American, el capatàs James Marshall i els seus homes estaven construint un molí de farina quan van trobar palletes d'or. En tenir coneixement del descobriment, Sutter va voler mantenir la notícia en secret, ja que temia que els seus plans de crear un imperi agrícola s'enfonsessin si hi havia una immigració en massa a la recerca d'or. No obstant això, els rumors es van escampar ràpidament, i el 15 de març següent el diari The Californian va publicar la notícia. El periodista que la signava, Samuel Brannan, immediatament va posar una botiga de subministraments pels caçafortunes que arribarien. Brannan va córrer pels carrers de San Francisco, amb un flascó ple d'or i cridant "....or, or! Or al riu American!".
El 19 d'agost de 1848, el New York Herald va ser el primer diari de la Costa Est que va anunciar la descoberta d'or a Califòrnia. El 5 de desembre d'aquell mateix any, el president James Polk va confirmar el descobriment en un discurs davant el Congrés dels Estats Units.
Ben aviat la «Terra daurada de Califòrnia» es va veure envaïda per onades d'immigrants procedents de tot el món, anomenats posteriorment Forty-niners. Tal com Sutter havia temut, ben aviat es va trobar a la ruïna, ja que els seus treballadors el van deixar per anar-se'n darrere de l'or, mentre les seves terres eren envaïdes per ocupants il·legals que van robar les seves collites i bestiar.
Abans de la febre, San Francisco era un assentament diminut. Quan els residents van saber del descobriment es van afanyar a dedicar-se a la recerca d'or i San Francisco es va convertir en una ciutat fantasma, tot i que després va ressorgir amb una nova empenta. La seva població va créixer vertiginosament, passant de menys de mil habitants el 1848, a 25.000 dos anys després. Com altres poblacions similars, la infraestructura de San Francisco i d'altres pobles veïns aviat es va veure saturada per la sobtada afluència de gent. Els nouvinguts van haver d'allotjar-se en tendes, precàries cabanyes, o rafals recollits de vaixells abandonats.

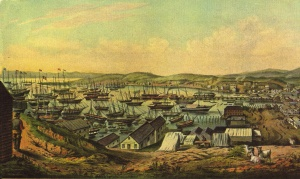
Badia de San Francisco, l'abril de 1850.

En la que fou anomenada la «primera febre de l'or de classe mundial», no hi havia una manera fàcil d'arribar a Califòrnia. Els Forty-niners es van enfrontar a condicions molt adverses, que a vegades els van portar a la mort. Al principi, els anomenats Argonautes, van viatjar amb vaixell. Un viatge marítim des de la costa Est dels Estats Units durava de cinc a vuit mesos, perquè era necessari recórrer 33.000 quilòmetres per envoltar pel sud el continent americà. Una ruta alternativa consistia a travessar l'istme de Panamà amb mules i canoes, la qual cosa durava una setmana, i una vegada a l'oceà Pacífic, embarcar-se en una nau que es dirigís cap a San Francisco. Una tercera ruta, que era més barata i durava menys temps de recorregut, era abordar un vaixell a Nova York, o qualsevol altre port dels Estats Units, rumb a Veracruz o Tampico, a Mèxic, viatjant per terra fins a Guadalajara, Tepic o San Blas; i d'allà cavalcar fins a Mazatlán. Aquí els futurs cercadors d'or abordaven vaixells que al cap de quatre a cinc setmanes els portaven fins a San Francisco. Al final, la majoria dels viatgers van acabar prenent la ruta terrestre que travessava els Estats Units; en particular pel camí de Califòrnia, ja que, més al sud, els territoris d'Arizona i Nou Mèxic, inclòs el riu Gila, eren un obstacle gairebé impossible de franquejar. Cadascuna d'aquestes diferents rutes tenia els seus propis riscos mortals, des de naufragis fins a febres tifoides, passant pel còlera.

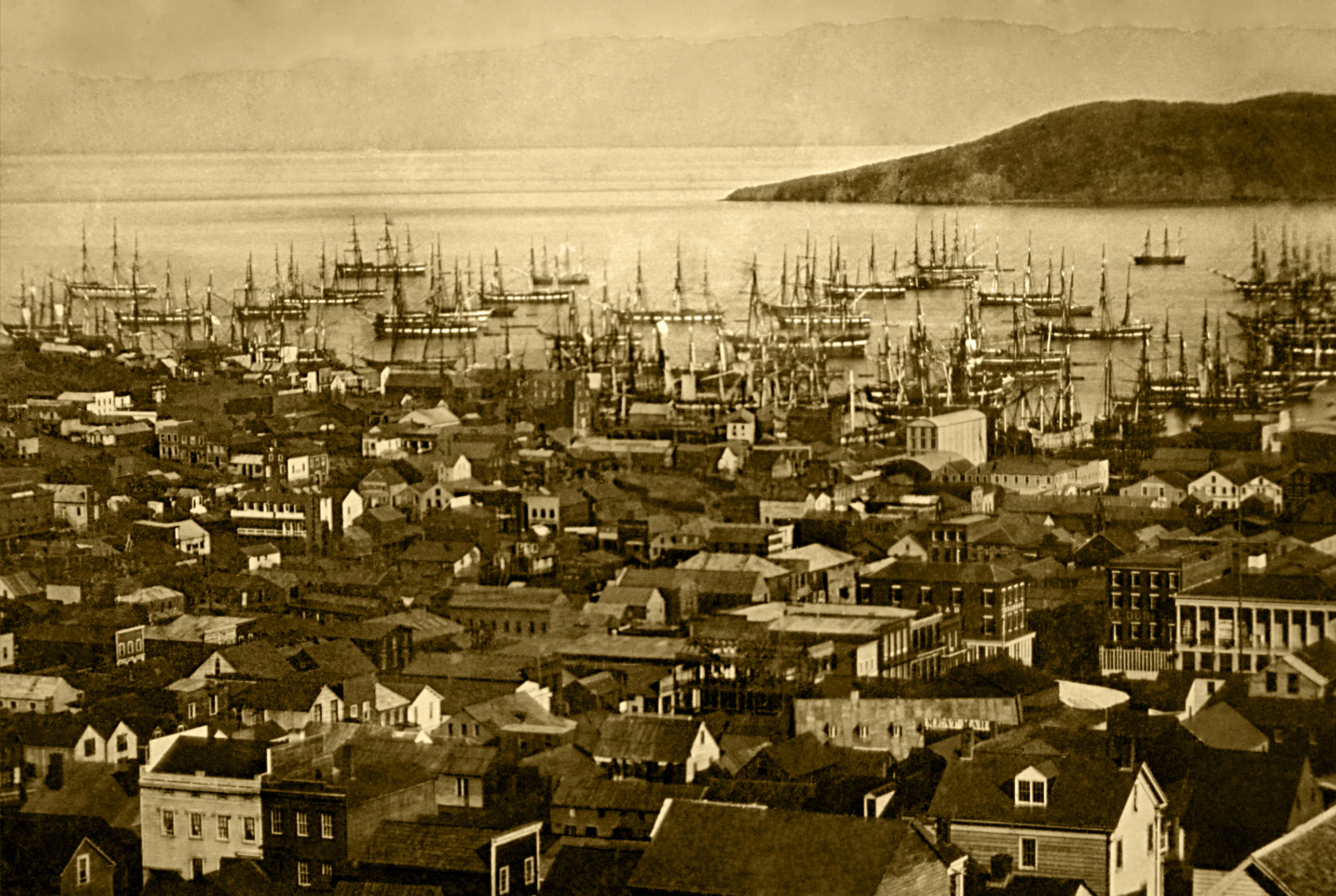
La ciutat de San Francisco i el seu port en una fotografia de 1851.

Per satisfer les necessitats dels nouvinguts, vaixells carregats amb mercaderies de tot el món van arribar en massa a la badia de San Francisco. Va arribar a haver-hi vaixells carregats de porcellana i seda de la Xina, o de cervesa d'Escòcia.
Els capitans de les embarcacions tenien problemes amb les seves tripulacions, perquè en arribar a San Francisco, els mariners desertaven per anar als camps d'or. Això va transformar els molls del port en jungles de pals, pels centenars de vaixells abandonats. Persones emprenedores agafaren alguns d'aquests vaixells abandonats, transformant-los en cellers, botigues, tavernes i hotels, i fins i tot un fou transformat en presó. Molts d'aquests vaixells van ser posteriorment destruïts i utilitzats com a farciment per engrandir l'àrea edificable del pròsper poble.
En pocs anys es va desenvolupar una important, encara que poc coneguda, comunitat de cercadors d'or al nord de Califòrnia, arribant fins als comtats de Siskiyou, Shasta i Trinity. Quan es van descobrir palletes d'or a Yreka el 1851, milers de cercadors d'or van viatjar cap al nord, per la ruta anomenada Siskiyou Trail, a través dels comtats del nord de Califòrnia.
Diversos assentaments van aparèixer i desaparèixer ràpidament, com Portuguese Flat. En un altre d'aquests, el poble de Weaverville, encara funciona el temple taoista més antic a Califòrnia, llegat dels immigrants xinesos. No queden molts pobles fantasma de l'època, però el poble de Shasta està bé conservat, i forma part de la llista de Parcs Històrics de l'Estat de Califòrnia.

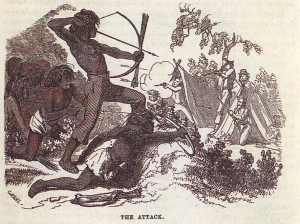
Combat entre miners i amerindis.

També es va descobrir or al sud de Califòrnia, però en una escala molt menor. El primer descobriment va ser a les muntanyes situades al nord de Los Angeles el 1842, quan Califòrnia formava part de Mèxic. Amb tot, aquests jaciments no van atreure molta atenció, i econòmicament van tenir conseqüències limitades.
La major part de l'or fàcil de recollir ja havia estat obtingut pels volts de 1850, per la qual cosa l'atenció es va desviar cap a l'extracció del mineral en localitats més problemàtiques. Els estatunidencs van començar a rebutjar els estrangers, per quedar-se amb el poc or que encara s'obtenia fàcilment. La legislatura de l'estat va aprovar un impost especial pels miners estrangers, de vint dòlars al mes. A més, els miners estatunidencs van començar a organitzar-se per atacar als estrangers, especialment llatinoamericans i xinesos.
A més a més, les multituds d'immigrants estaven obligant als aborígens a sortir de les seves àrees tradicionals de caça i pesca. Per protegir les seves llars i la seva forma de vida els indis van començar a atacar als miners, la qual cosa va originar una sèrie de contraatacs sobre els pobles indígenes. La inferioritat en l'armament dels indígenes va provocar que aquests fossin massacrats. Aquells indis que van escapar de les massacres van trobar la mort en no tenir accés a la caça, pesca o recol·lecció. El novel·lista i poeta Joaquin Miller reflecteix un d'aquests atacs en el seu treball mig autobiogràfic La vida amb els modocs.

## ElsForty-Niners

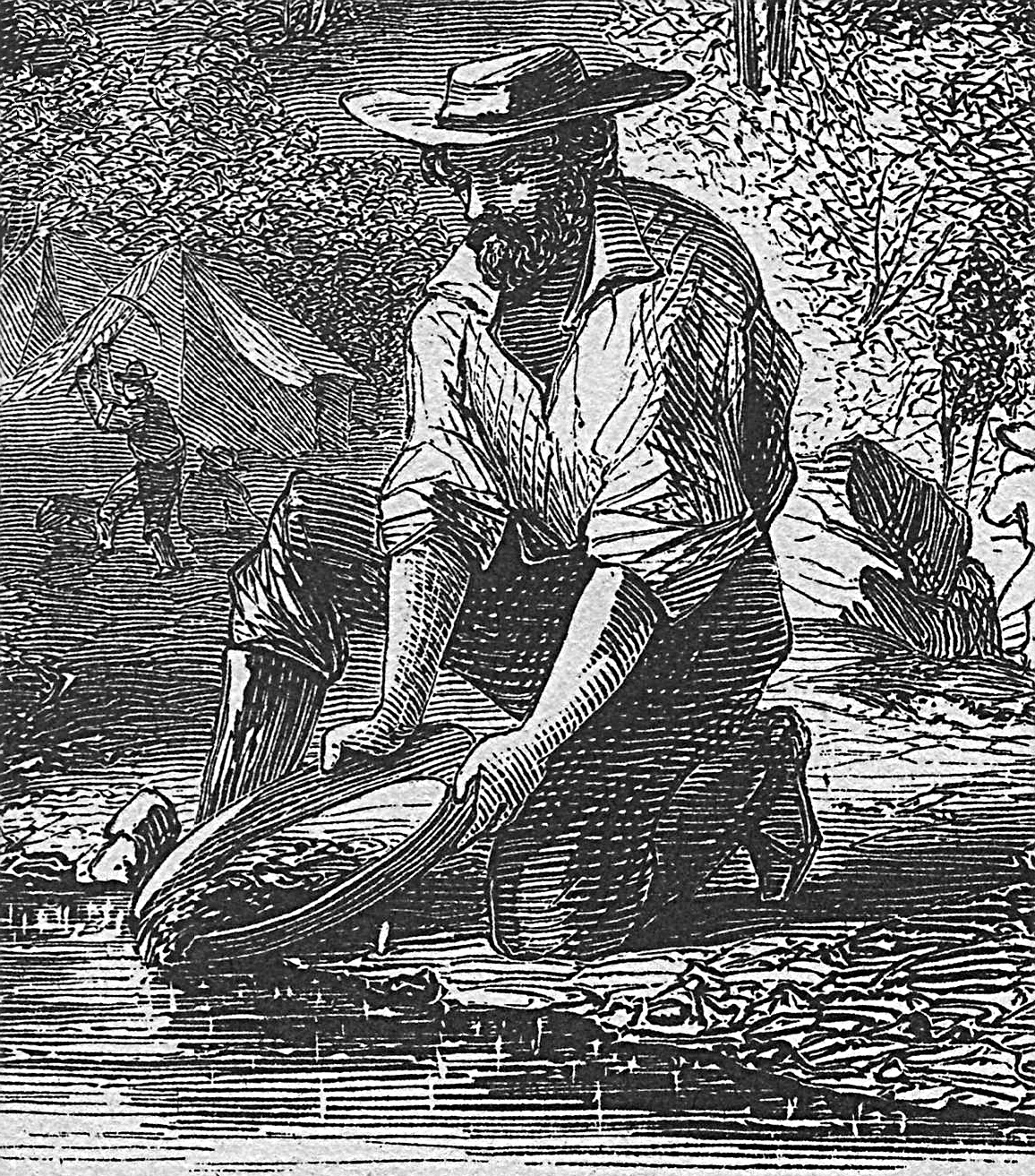
Cercador d'or garbellant al riu Mokelumne.

Els primers que van anar a buscar or, ja des de la primavera de 1848, foren els mateixos residents de Califòrnia: europeus, estatunidencs, "californis" i amerindis. Al començament les notícies sobre la febre de l'or es van difondre lentament. Els primers cercadors d'or que van arribar el 1848 vivien prop de Califòrnia o s'havien assabentat de les notícies gràcies als vaixells que prenien part en les rutes més ràpides que sortien de Califòrnia. Diversos milers de ciutadans d'Oregon formaven el primer grup d'estatunidencs que va arribar a Califòrnia a través de la ruta de Siskiyou. Tot seguit va arribar-hi gent de Hawaii, i milers de llatinoamericans, entre els quals hi havia immigrants de Mèxic, Perú i Xile, tant per terra com per mar. Cap al la fi de l'any 1848 més de 6.000 argonautes havien arribat a Califòrnia. Només uns pocs d'ells havien arribat per terra. Alguns d'aquests Forty-eighters van poder recollir grans quantitats d'or de forma molt ràpida, de vegades milers de dòlars el mateix dia.
Fins i tot els cercadors més ordinaris aconseguien obtenir en or de deu a quinze vegades el sou diari que obtindria un obrer a la Costa Est. Una persona podia treballar durant sis mesos als camps d'or i obtenir l'equivalent a sis anys de sou.
A començaments de 1849 la notícia de la febre de l'or ja s'havia escampat per tot el món, i una quantitat enorme de cercadors d'or i mercaders va començar a arribar des de tots els continents. El major grup, el 1849, era de desenes de milers d'estatunidencs, que van arribar per terra i en alguns vaixells. Els australians i neozelandesos es van assabentar gràcies als vaixells que portaven diaris hawaians, i es van embarcar en quantitats de milers cap a Califòrnia Va haver-hi Forty-niners que van arribar des d'Amèrica Llatina, especialment de les regions mineres de Sonora, i Sinaloa, a Mèxic. Els cercadors d'or procedents d'Àsia, especialment de la Xina van començar a arribar el 1849, tot i que un primer moment en poca quantitat. En xinès Califòrnia era anomenada "Muntanya d'or". Els primers europeus no començaren a arribar fins a la darreria de 1849, principalment des de França, acompanyats per alguns alemanys, italians i britànics.
Es calcula que el 1849 van arribar a Califòrnia al voltant de 90.000 persones, aproximadament la meitat d'elles per mar, i l'altra meitat per terra. Aquesta xifra inclou aproximadament entre trenta i quaranta mil estrangers. El 1855 els cercadors d'or, comerciants i altres immigrants sumaven aproximadament 300.000 persones. El major grup d'immigrants seguia sent estatunidecns, però hi havia milers de xinesos, francesos, mexicans i altres llatinoamericans, seguits de petits grups de les filipins i espanyols. També hi havia uns pocs milers de miners d'origen africà, que van arribar des del Carib, Brasil i el sud dels Estats Units.

## Drets legals
Quan va començar la febre de l'or Califòrnia era, en la pràctica, un lloc sense llei. El dia del descobriment a Sutter's Mill, Califòrnia tècnicament encara formava part de Mèxic, tot i que sota ocupació militar nord-americana com a resultat de la guerra mexicana-estatunidenca de 1846. El Tractat de Guadalupe Hidalgo, amb què va finalitzar la guerra el 2 de febrer de 1848, havia transferit el domini de Califòrnia als Estats Units. Califòrnia no era un territori formalment organitzat, i la seva incorporació als Estats Units no va ser immediata. Temporalment Califòrnia va ser un territori sota control militar, sense que hi hagués poders legislatiu, executiu o judicial per a la regió. Els residents actuaven subjectes a una confusa barreja de regles mexicanes i estatunidenques, i el seu judici personal.

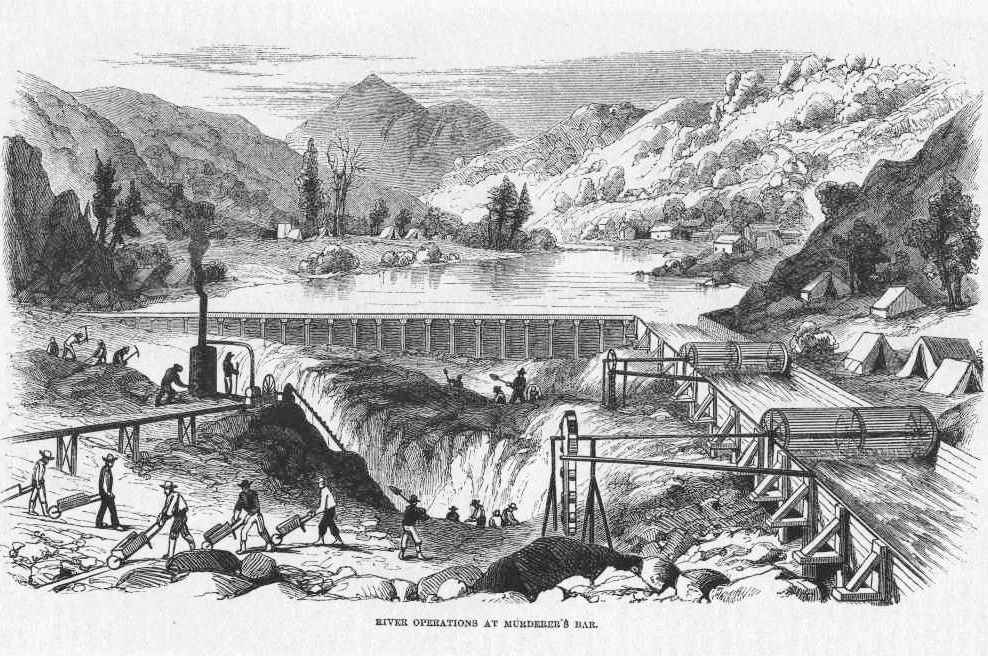
Els miners excaven el llit d'un riu, després d'haver desviat el corrent cap a un canal preparat per a tal fi.

El Tractat obligava als Estats Units a respectar les concessions territorials que havien estat fetes pel govern mexicà, però les zones mineres es trobaven lluny d'aquestes concessions, per la qual cosa la febre de l'or no es va veure afectada pels termes del tractat. Els camps d'explotació eren tècnicament propietat del govern dels Estats Units, però en la pràctica eren terrenys sense una legislació definida, i sense mecanismes per fer valer qualsevol llei sobre ells.
Pels Forty-niners, això va ser un avantatge, perquè l'or estava "lliure per ser agafat". No hi havia propietat privada, ni impostos que pagar per ell. Els Forty-niners van elaborar els seus propis codis, i les seves pròpies formes de posar-los en vigor. Se sobreentenia que qualsevol cercador d'or podia "reclamar" terres, però aquesta reclamació solament tindria efecte mentre les terres fossin efectivament explotades. Els miners solien reclamar les terres, i començaven a explotar-les només per determinar el seu potencial. Si la terra es considerava de baix valor, com va passar en la majoria dels casos, els miners l'abandonaven i prosseguien la recerca de la seva fortuna. Altres miners llavors podien arribar a reclamar per a ells la terra que ja havia estat treballada i abandonada. Aquesta pràctica es coneixia com a "claim-jumping". Les disputes eren solucionades personalment i de vegades de forma violenta; en moltes d'elles els mateixos cercadors d'or s'associaven per actuar com a àrbitres.

## Desenvolupament de tècniques per a l'extracció d'or
L'alta concentració d'or en la sorra de Califòrnia va ajudar que inicialment es necessités una simple operació manual de mostreig i garbellat als rius i corrents d'aigua. Amb tot, no és possible fer aquesta operació a gran escala, per la qual cosa els miners van començar a dissenyar màquines que els ajudessin a processar grans volums de grava.
En les operacions més complexes, els miners desviaven rius sencers cap a canals construïts al llarg del riu, per després excavar al llit del riu, ara alliberat de l'aigua. Els càlculs de la United States Geological Survey, diuen que van ser extretes 12 milions d'unces d'or, equivalents a 370 tones, durant els primers cinc anys de la febre de l'or. Aquesta quantitat de metall equivalia a 7,2 milers de milions de dòlars, a preus de novembre de 2006.

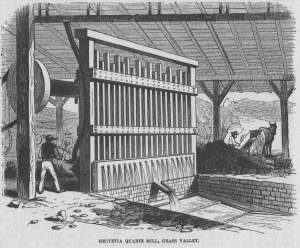
Al molí de quars en Grass Valley es triturava la pedra de quars abans de la rentada de l'or.

En l'etapa següent, cap a 1853, van tenir lloc les primeres operacions de mineria hidràulica. Aquesta tècnica es va emprar en llits de grava que baixaven dels turons dels camps d'or dirigint un corrent d'aigua d'alta pressió cap als jaciments d'or, deixant anar la grava que és recuperada en canals, on l'or se sedimenta. S'estima que a mitjans de la dècada de 1880 aquesta tècnica va servir per recuperar onze milions d'unces d'or, equivalents a 6,6 milers de milions de dòlars, a preus de novembre de 2006. Un subproducte indesitjat d'aquesta tècnica eren les grans quantitats de grava solta, metalls i uns altres contaminants que van ser dipositades als rius Algunes àrees encara presenten les cicatrius deixades per la mineria hidràulica, ja que la vida vegetal no es desenvolupa als dipòsits de grava i de terra exposada.
Després que l'avalot d'immigrants per la febre de l'or hagués cessat, les operacions per a la recuperació del metall van continuar. En l'etapa final per recuperar l'or solt, se'l buscava als llits dels rius i als estuaris de la Vall Central i altres àrees, com Scott Valley, a Siskiyou. A final del segle xix la tecnologia del dragatge era bastant econòmica i es va començar a usar per a l'explotació minera a Califòrnia, extraient-se més de 20 milions d'unces, equivalents a 12 bilions de dòlars.
Durant la febre de l'or i en les dècades que la van seguir els cercadors d'or també es van dedicar a la mineria tradicional, extraient l'or directament de la roca que el contenia, típicament quars. Operaven normalment excavant i dinamitant la roca, per seguir les vetes de quars i recuperar-les. Una vegada aquestes roques eren transportades a la superfície, eren triturades i l'or se separava usant aigua corrent o amb ajuda d'arsènic o mercuri. Fet i fet, la mineria tradicional va acabar per ser l'única activitat d'extracció d'or a la regió.

## Guanys

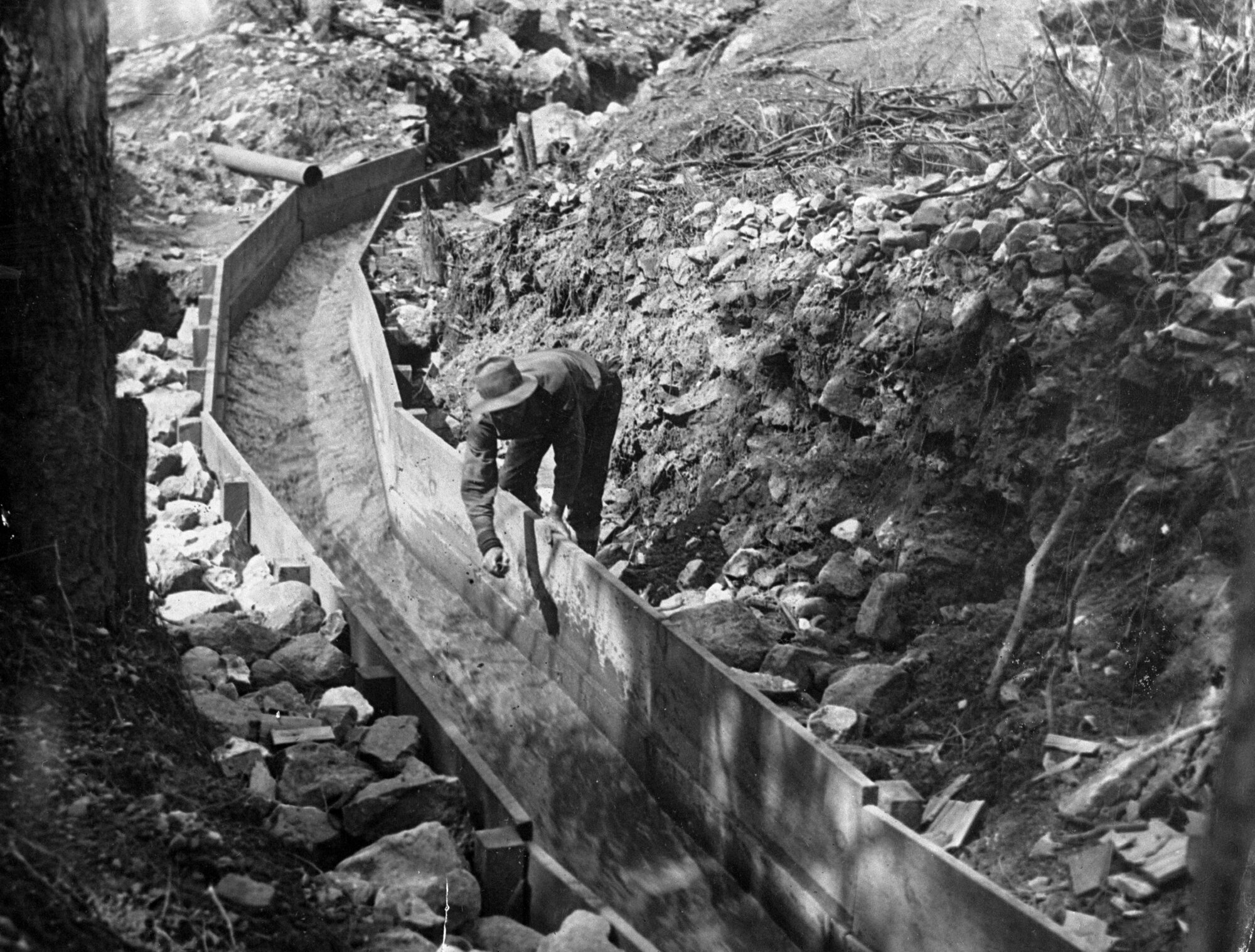
Un home inclinant-se sobre la resclosa d'un canal de fustat subjectat per roques.

Una creença popular és que els comerciants van treure més guanys de la febre de l'or que els mateixos cercadors d'or. No obstant això, la realitat és més complexa. Efectivament, els guanys d'alguns comerciants van ser notables. L'home més ric a Califòrnia durant els primers anys de la febre de l'or va ser Samuel Brannan, l'anunciador del descobriment a Sutter's Mill. Brannan va obrir les primeres botigues a Sacramento, Coloma i altres llocs propers als camps aurífers. Al començament de la febre d'or Brannan va comprar tots els subministraments de mineria disponibles a San Francisco i els va revendre amb considerables guanys. Però els cercadors d'or també van obtenir importants beneficis. Per exemple, un grup petit de cercadors d'or que treballaven a Feather River el 1848 van aconseguir més d'un milió i mig de dòlars en or en uns quants mesos.
Com a mitjana, els cercadors d'or van tenir guanys modestos, una vegada deduïdes les despeses. Els que van arribar més tard van guanyar molt poc, o fins i tot van arribar a perdre diners. De manera similar molts comerciants desafortunats s'havien establert en assentaments que van desaparèixer, o van ser víctimes d'algun dels molts incendis que arrasaven els pobles.
Altres homes de negocis van aconseguir grans guanys en revendes, embarcaments, entreteniment, allotjament i transport.
Per a 1855 les circumstàncies econòmiques havien canviat radicalment. L'or ja no era tan fàcil d'obtenir, i l'única forma rendible d'aconseguir-lo era amb grans equips de treballadors, ja anessin empleats o socis. A mitjans d'aquesta dècada, els propietaris de les companyies mineres eren els que s'enriquien. A més, la població de Califòrnia havia crescut tant, i tan ràpid, que la base econòmica s'havia diversificat molt, i ja era possible obtenir guanys en els negocis convencionals.

### La destinació de l'or
Una vegada l'or era recuperat, el metall podia prendre diversos camins. El més immediat era ser utilitzat com a moneda de canvi per comprar provisions i pagar per l'allotjament dels miners. Amb freqüència, l'or usat en aquestes transaccions acabava de ser trobat, i havia estat acuradament pesat i valorat.
A la vegada, els comerciants i venedors utilitzaven l'or per comprar provisions als capitans dels vaixells que portaven mercaderies a Califòrnia. L'or deixava Califòrnia a bord de vaixells o en mules. Una segona destinació era que els propis Argonautes el portessin amb ells en marxar, quan decidien que havien obtingut prou diners com per tornar a casa. S'estima que uns 80 milions de dòlars en or van ser portats a França d'aquesta manera. Amb l'avanç i la consolidació de la febre de l'or els bancs locals van començar a emetre notes de crèdit o bitllets a canvi d'or i algunes cases de moneda privades van crear monedes d'or. Amb la construcció de la Casa de la Moneda de San Francisco, el 1854, l'or es va transformar en monedes oficials dels Estats Units, per a circulació. També enviaren or als bancs nacionals a Califòrnia a canvi de paper moneda corrent,

## Efectes de la febre de l'or

### Efectes immediats

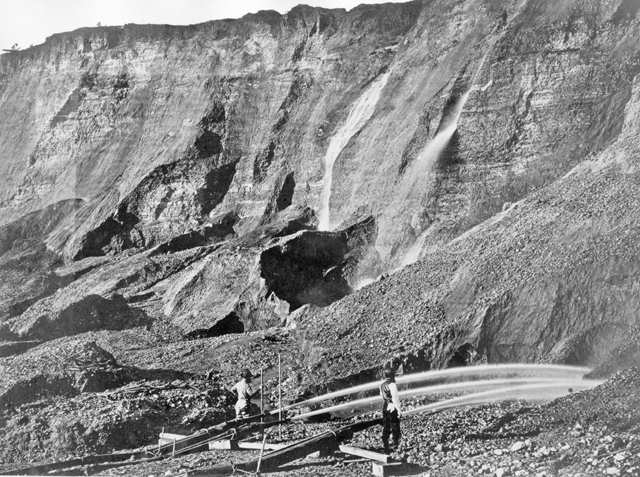
Miners excavant sobre la roca mitjançant aigua a pressió en una mina de Dutch Flat, Califòrnia, en algun moment entre 1857 i 1870.

Abans de la febre de l'or, Califòrnia tenia prop de 15.000 habitants, sense comptar els indígenes i l'arribada de centenars de milers d'immigrants en tan poc temps, va tenir conseqüències dramàtiques.

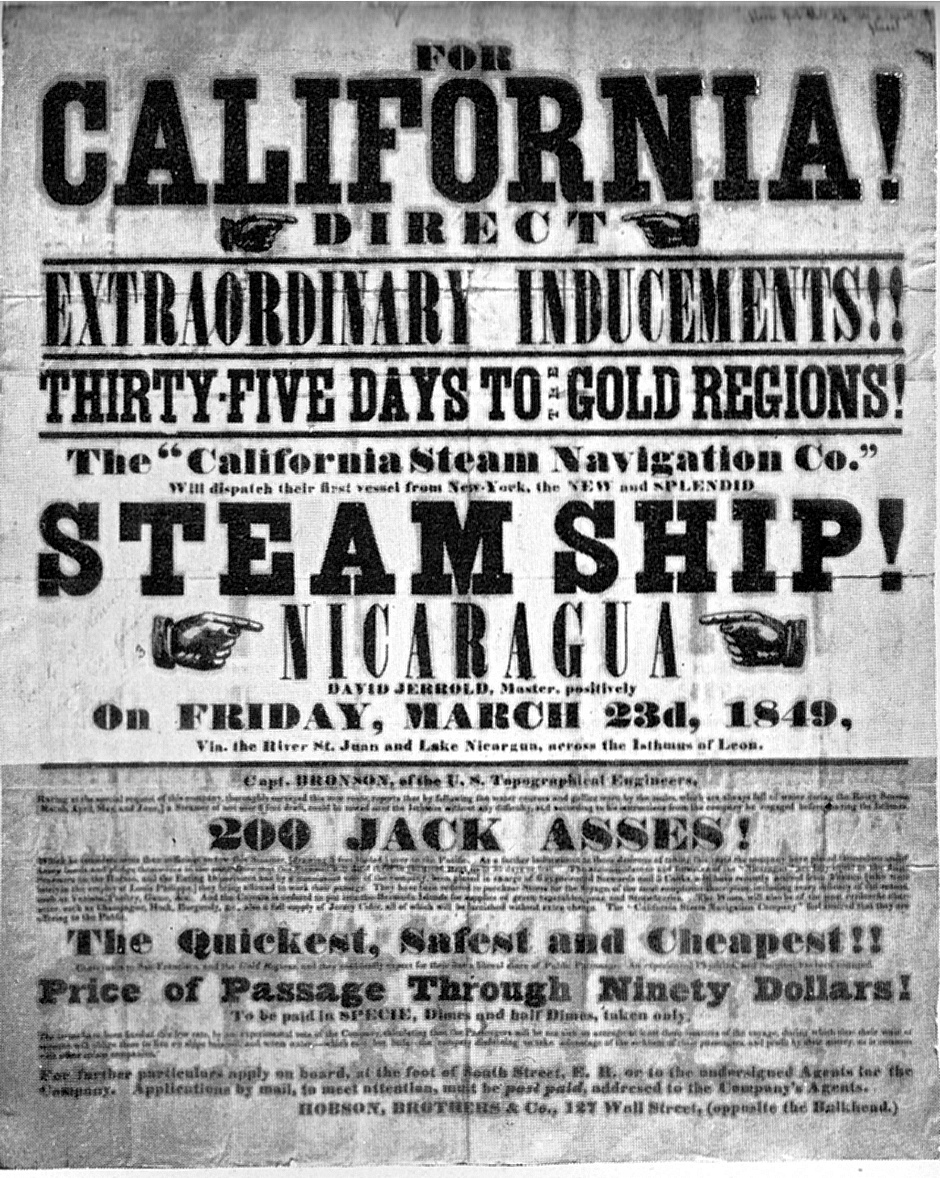
Un cartell durant la febre de l'or a Califòrnia.

Els costos humans i ambientals del fenomen van ser considerables. Els indis natius de la regió van ser víctimes de malalties, fam i atacs genocides. La població nativa, estimada en 150 mil persones el 1845, va disminuir abruptament a menys de 30 mil persones el 1870. Es van expedir lleis explícitament xenòfobes, buscant allunyar els immigrants de la Xina i d'Amèrica Llatina. La taxa de mortalitat dels immigrants estatunidencs també va ser severa, ja que un de  cada dotze Forty-niners va morir; els índexs de criminalitat durant la febre de l'or van ser extremadament alts. El medi ambient va patir un deteriorament considerable a causa que la grava, terra solta i els químics tòxics emprats en la mineria van matar animals i van deteriorar hàbitats.
Amb tot, la febre de l'or va catapultar Califòrnia cap al centre de la imaginació global, convertint-la en la destinació de centenars de milers de persones, els quals freqüentment van mostrar una inventiva, una autonomia i una civilitat notables. En aquest període es van fundar pobles i ciutats; també es va convocar a una assemblea constituent, que va redactar la Constitució de l'estat. Es van celebrar eleccions, i els representants anaren a Washington per negociar l'admissió de Califòrnia com a estat de la Unió.
L'agricultura a gran escala, també anomenada "la segona febre de l'or de Califòrnia", va començar durant aquesta època. Gràcies a aquest vertiginós desenvolupament, ràpidament van sorgir esglésies, escoles, camins i organitzacions civils. La població també demandava una eficient xarxa de comunicacions i connexions polítiques amb la resta del país. El 9 de setembre de 1850, Califòrnia va aconseguir el seu reconeixement com a estat, convertint-se en l'estat número 31 de la Unió.
Fora de l'estat les comunicacions també van millorar a conseqüència del fenomen. El primer ferrocarril transcontinental del món va ser inaugurat a l'istme de Panamà el 1855 Entre Panamà i San Francisco van començar a navegar noves línies de vaixells de vapor, incloent els vaixells de la Pacific Mail Steamship Company, des dels quals els passatgers i la càrrega enllaçaven amb el ferrocarril transcontinental. Des de Panamà salpaven regularment els vaixells cap a la Costa Est dels Estats Units. En un d'aquests viatges el vaixell S. S. Central America es va enfonsar davant la costa de les Carolines el 1857, víctima d'un huracà. Es calcula que tres tones d'or es van enfonsar amb el vaixell.
El primer ferrocarril transcontinental dels Estats Units es va inaugurar el 1869, però sis anys abans es va obrir el tram occidental a Sacramento. La construcció d'aquesta línia va ser finançada, en part, amb l'or de Califòrnia. La línia va unir l'estat amb la resta del país d'una manera més efectiva, reduint el viatge que tradicionalment durava diverses setmanes o fins i tot mesos, a uns quants dies.
La febre de l'or també va estimular diverses economies a tot el món. Els grangers de Xile, Austràlia i Hawaii van trobar un gran mercat on col·locar els seus productes, els béns manufacturats britànics tenien gran demanda, i des de la Xina va arribar roba i fins i tot cases prefabricades. Els preus es van elevar ràpidament, i l'or de Califòrnia va estimular la inversió i creació d'ocupacions en altres països. El cercador d'or australià Edward Hargraves va percebre certa similitud entre els terrenys californians i australians, i va deduir que era possible que existís or a Austràlia en quantitats i dipòsits similars. Quan Hargraves va tornar a Austràlia, efectivament va descobrir or, i va esclatar la febre de l'or a Austràlia.

### Efectes a llarg termini
El nom de Califòrnia va quedar relacionat perennement al de la Febre de l'or, i, com a resultat, també es va relacionar al que fou conegut com el "Somni californià". Califòrnia és percebut com un lloc de nous començaments i grans oportunitats, on el dur treball i una mica de sort podien ser recompensats amb enormes riqueses. L'historiador H. W. Brands va fer notar que en els anys posteriors a la febre de l'or el Somni californià es va difondre per la resta del país, i va formar part integral del nou Somni americà.
| « | El vell somni americà....era el somni dels puritans, de l'almanac de Benjamin Franklin... d'homes i dones satisfets amb acumular una modesta riquesa a poc a poc, any rere any rere any. El nou somni era un somni de riquesa instantània, guanyada en un tancar i obrir d'ulls, gràcies a l'audàcia i la bona sort. [Aquest] somni daurat ... es va convertir en una part prominent de la psique estatunidenca només després [de Sutter's Mill].. | » |

El somni californià va atreure a generacions senceres de famílies. Després de la febre de l'or les activitats de les mateixes es van diversificar i van convertir Califòrnia en un centre de lideratge constant en diversos rams industrials. Al principi els grangers eren majoria, i després ho van ser els perforadors de petroli, els cineastes, constructors d'avions, i companyies punt.com, que es van succeir en el pròsper àmbit industrial de Califòrnia en les dècades següents a la febre de l'or.

Segell de Califòrnia

Entre els llegats de la febre de l'or de Califòrnia hi ha el lema de l'estat: Eureka, que en grec significa "ho vaig trobar", a més que l'escut de l'estat consisteix en una imatge al·legòrica de la febre de l'or. L'àlies de l'estat és The Golden State, "L'estat daurat".
L'equip de futbol americà de la NFL de San Francisco, els San Francisco 49ers, i els equips homònims d'atletisme de la Universitat Estatal de Califòrnia a Long Beach van prendre el seu nom del sobrenom dels cercadors d'or del segle xix. La febre de l'or s'ha vist reflectida en la literatura en obres de Mark Twain, Bret Afarti, Joaquin Miller, entre d'altres.
La Ruta Estatal 49 de Califòrnia corre pels vessants de Serra Nevada, connectant diversos pobles nascuts durant la febre de l'or. Aquesta autopista passa prop del Parc Històric Estatal de Columbia, que ha conservat diversos edificis de l'època de la febre de l'or amb finalitats turístiques.

## Geologia
Es pensa que l'alta concentració d'or a Califòrnia va ser el resultat de forces que van actuar durant centenars de milions d'anys. Fa aproximadament 400 milions d'anys Califòrnia jeia en el fons del mar. Volcans submarins van dipositar lava i minerals, incloent or, al llit marí. Fa 200 milions d'anys les plaques tectòniques van empènyer el llit marí per sota de la massa continental nord-americana. A mesura descendia, el llit marí s'anava fonent, i el magma resultant va pujar cap a la superfície, refredant-se en l'ascensió. Quan aquest magma se solidificava es van formar algunes vetes d'or envoltades de quars. Els minerals i roques solidificats resultants van emergir a Sierra Nevada i es van erosionar, exposant part de l'or a la superfície. Els corrents d'aigua es van encarregar de portar l'or muntanya avall, i dipositar-ho als llits de grava dels rierols Els Forty-niners es van concentrar al principi en aquests dipòsits.